# Eastlink Centre
Das Eastlink Centre ist eine Mehrzweckhalle mit Geschäfts- und Kongresszentrum. Die Halle befindet sich in der kanadischen Stadt Charlottetown auf der Prince Edward Island. Die Insel ist eine von drei Seeprovinzen des Landes. 

## Geschichte
Die Halle wurde von 1989 bis 1990 erbaut und im Herbst des Jahres unter dem Namen Charlottetown Civic Centre eröffnet. Sie war eine Austragungsstätte der Canada Winter Games 1991. Die Arena verfügt derzeit über ein Platzangebot von 3.717 Sitzplätzen auf den Tribünen. Hinzu kommen mehr als 1.000 transportable Sitze für den Innenraum. Des Weiteren gehören zehn Luxus-Suiten, sieben Umkleidekabinen, vier Kantinen und drei Kommentatorenkabinen zur Ausstattung. Für Konzerte und ähnliche Veranstaltung ist eine mobile Bühne in den Abmessungen 60 × 40 ft (18,29 × 12,19 m) vorhanden. Am Gebäude bieten sich 800 Parkmöglichkeiten. Die Eisfläche erfüllt mit den Maßen 200 × 85 ft (60,96 × 25,91 m) die Anforderungen der NHL. Die Sportarena ist seit 2003 die Heimstätte der in der QMJHL spielenden Charlottetown Islanders (bis 2013 P.E.I. Rocket). Seit 2013 ist das Basketballteam der Island Storm aus der National Basketball League of Canada (NBLC) in der Halle beheimatet. Am 13. September 2013 verkündete die Stadt Charlottetown, dass das Charlottetown Civic Centre zukünftig den Namen Eastlink Centre tragen wird. Das kanadische Telekommunikationsunternehmen EastLink sicherte sich die Namensrechte an der Veranstaltungshalle.

## Galerie

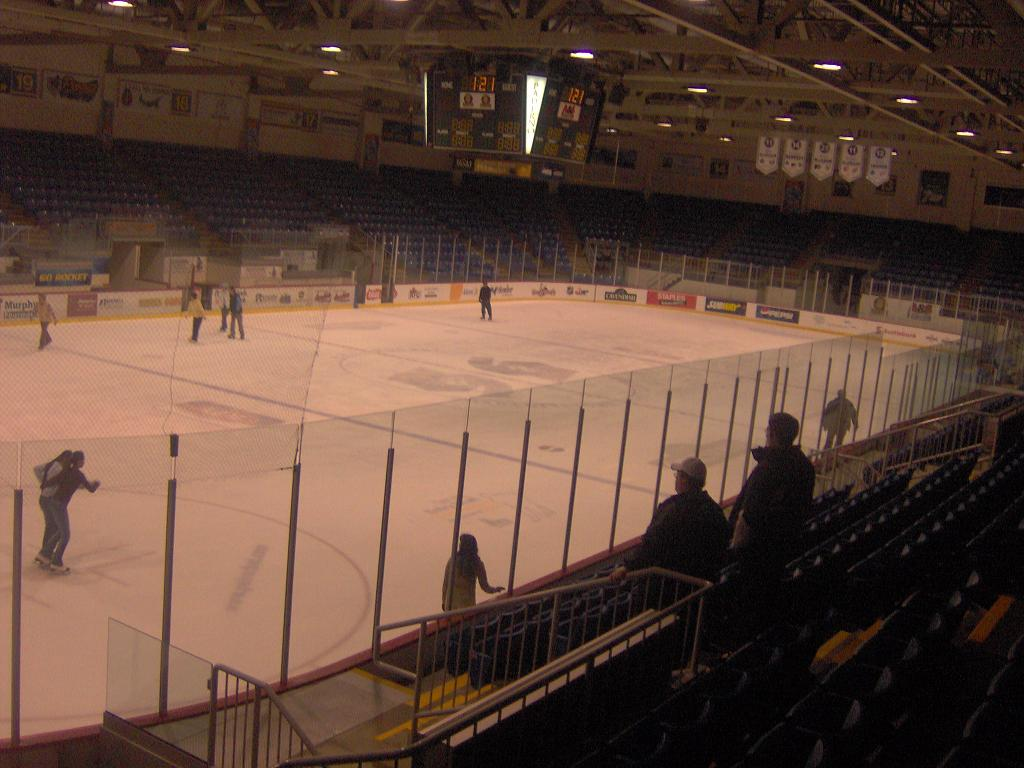
Der Innenraum des Charlottetown Civic Centre (2006)